# Abel Danos
Pour les articles homonymes, voir Danos.
Abel Danos, né le 4 octobre 1904 à Saman (Haute-Garonne) et fusillé le 13 mars 1952 au fort de Montrouge à Arcueil, surnommé le « Mammouth » en raison de sa forte corpulence, est un malfaiteur, membre du Milieu et membre de la Carlingue (Gestapo française) de 1941 à 1944.

## Biographie

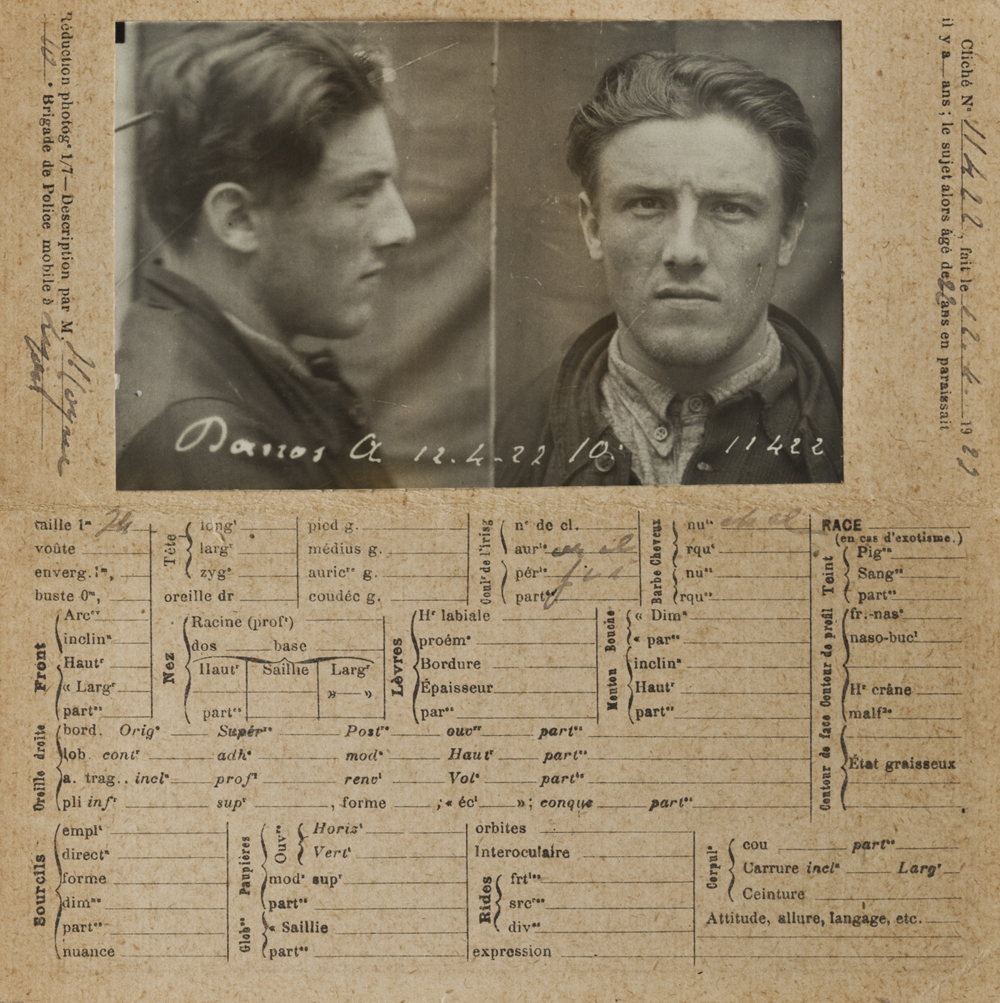
Fiche anthropométrique d'Abel Danos, avril 1922.

Abel Danos est le fils de  Jean François Danos (1880 à Saman), maçon, et de Bernarde Marie Fort (1880 à Escanecrabe), tous deux originaires de Haute-Garonne.
Membre du « milieu », il fut employé, en une seule occasion, au cambriolage des bureaux d'un V-Mann, pour le compte de Paul Paillole qui renonça bientôt à utiliser ce truand. Arrêté et inculpé à la suite de délits de droit commun, il proposa ses services à la police allemande.
Il fut de 1941 à 1944 un des bourreaux de la « Gestapo française du 93, rue Lauriston », menée par Henri Lafont et Pierre Bonny, et autrement appelée « la Carlingue », qui se livrait à des actes de collaboration active tout en s'enrichissant.
Dans ses souvenirs, André Pousse raconte qu'à sa demande, Abel Danos fit libérer en quelques heures son ancien coéquipier du Vélodrome d'Hiver, Pardovitch, arrêté parce que juif et qu'il eut recours à ses services à deux autres reprises, toujours pour faire libérer des amis juifs.
Il fut sous-officier dans la Légion nord-africaine créée au début de l’année 1944 par Henri Lafont engagée dans la répression contre les Maquis du Limousin particulièrement à Tulle et en Dordogne. Abel Danos, fait la connaissance de Raymond Monange qui resta proche d’Abel Danos et il était si fasciné par le  « bel Abel » que les truands du milieu lui attribuèrent le nom de « la Soubrette » ou du « Succube de Danos ». Raymond Monange avait été envoyé comme sous-officier à Tulle, son passage a été marqué par de nombreux crimes commis sciemment contre la population.
Après-guerre, membre du gang des Tractions Avant, il est soupçonné avec Raymond Naudy de nombreux meurtres et assassinats, notamment d'au moins quatre policiers et gendarmes entre 1946 et 1948.
Arrêté par la police en décembre 1948 et jugé en juin 1951 devant un tribunal militaire, il est fusillé pour collaboration le 13 mars 1952.
Il reste une figure de cette période trouble de l'Occupation durant laquelle le « milieu » jouait sur les deux tableaux (gangstérisme et collaboration).

## Dans la culture
José Giovanni s'est inspiré des dernières années d'Abel Danos pour son roman Classe tous risques, édité en 1958 puis adapté au cinéma sous le même titre, dans une réalisation de Claude Sautet.